# New Glarus
New Glarus és una vila dels Estats Units d'Amèrica, situada a l'estat de Wisconsin i concretament al Comtat de Green. En el cens de l'any 2000 tenia 2111 habitants i una superfície de 3,7 km². Està situat a 274 m sobre el nivell del mar. Està situada a 300 km de Chicago.
La vila va ser fundada el 1845 amb població que provenia de Suïssa, concretament del Cantó de Glarus. Aquesta herència cultural ha fet que sigui un punt de destinació turística, amb elements constructius del país helvètic, producció de formatges i cervesa... Encara ara l'escut de la població és el de la bandera de Suïssa.

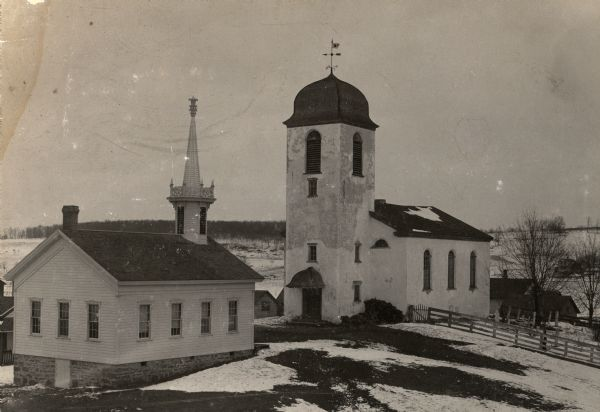
Església protestant suïssa de New Glarus, destruïda el 1899